# Ape Rotoma
Ape Rotoma (Aranda de Duero, 1967) és el nom literari de José Alberto Rodríguez Tobes, un poeta espanyol. El pseudònim és un acrònim dels seus tres primers cognoms: Rodríguez, Tobes i Marín.
Va pertànyer al grup literari Telira de la seva ciutat natal, grup que es va encarregar de publicar el seu primer poemari 149 PCE (2002), amb il·lustracions de Máximo López Vilaboa i epíleg de José Manuel Prado Antúnez. Aquest llibre es caracteritza, segons Prado Antúnez, per l'ús de la ironia i el sarcasme i per una important presència d'elements surrealistes i sexuals. El 2004, va participar en l'antologia Aquí llama primera del XXI (Cuadernos de Poesía Telira). Posteriorment, va difondre la seva obra a través d'Internet. El mateix any va publicar un nou llibre, Mensajes de texto y otros mensajes (Renacimiento), del que destaquen els seus poemes narratius en els quals s'aprecien ressons de Charles Bukowski, Roger Wolfe, Karmelo C. Iribarren o Jaime Gil de Biedma, entre altres referents literaris. També s'ha publicar les seves poesies a revistes especialitzades, com «Rezar» a la quadrimestral Estación Poesía.
Segons el crític Ismael Cabezas: «[Ape Rotoma] és un personatge de l'underground poètic del nostre país, que es mou disparant els seus poemes des del seu mur de facebook, com el franctirador emboscat que és, el gran outsider de la poesia espanyola contemporània». La crítica també ha destacat el caràcter urbà, col·loquial i autobiogràfic dels seus poemes, així com el seu sentit de l'humor i el seu progressiu allunyament del surrealisme que, segons Prado Antúnez, mostrava en el seu primer poemari, per abordar en el següent temes amorosos i socials.